# Ommatius aridus
Ommatius aridus là một loài ruồi trong họ Asilidae. Ommatius aridus được Scarbrough miêu tả năm 2002. Loài này phân bố ở vùng Tân nhiệt đới.